# Lago di Saint-Andéol
Il lago di Saint-Andéol (in francese lac de Saint-Andéol) è uno dei numerosi laghi dell'Aubrac, situato presso Marchastel nel dipartimento di Lozère.

## Geologia
Come tutti gli altri laghi dell'Aubrac, quello di Saint Andéol è un lago glaciale.

## Storia
In epoca gallo-romana il lago di Saint-Andéol era oggetto di un culto superstizioso che perdurò come culto pagano anche dopo la penetrazione del cristianesimo nel Gévaudan.
San Gregorio di Tours ne parla nei suoi scritti e spiega come sant'Ilario di Mende abbia lottato contro questo culto per un anno, esortando invano la popolazione a por fine a devozioni contrarie alla volontà divina. In proposito il santo di Tours scrive: «…un prete, che aveva ricevuto l'episcopato, giunse dal capoluogo (urbe ipsa) in questa località…». Egli c'informa che Sant'Ilario di Mende era riuscito a far cessare questo culto pagano, erigendo una basilica in onore di sant'Ilario di Poitiers.
Il nome attuale proviene da quello di un santo, Andeolo, martirizzato nel 208 sotto l'imperatore Settimio Severo. Il martirio ebbe luogo non lontano da Bourg-Saint-Andéol, ove il cadavere, gettato nel Rodano, fu portato a riva dalla corrente e recuperato segretamente da cristiani del luogo.

## Galleria d'immagini

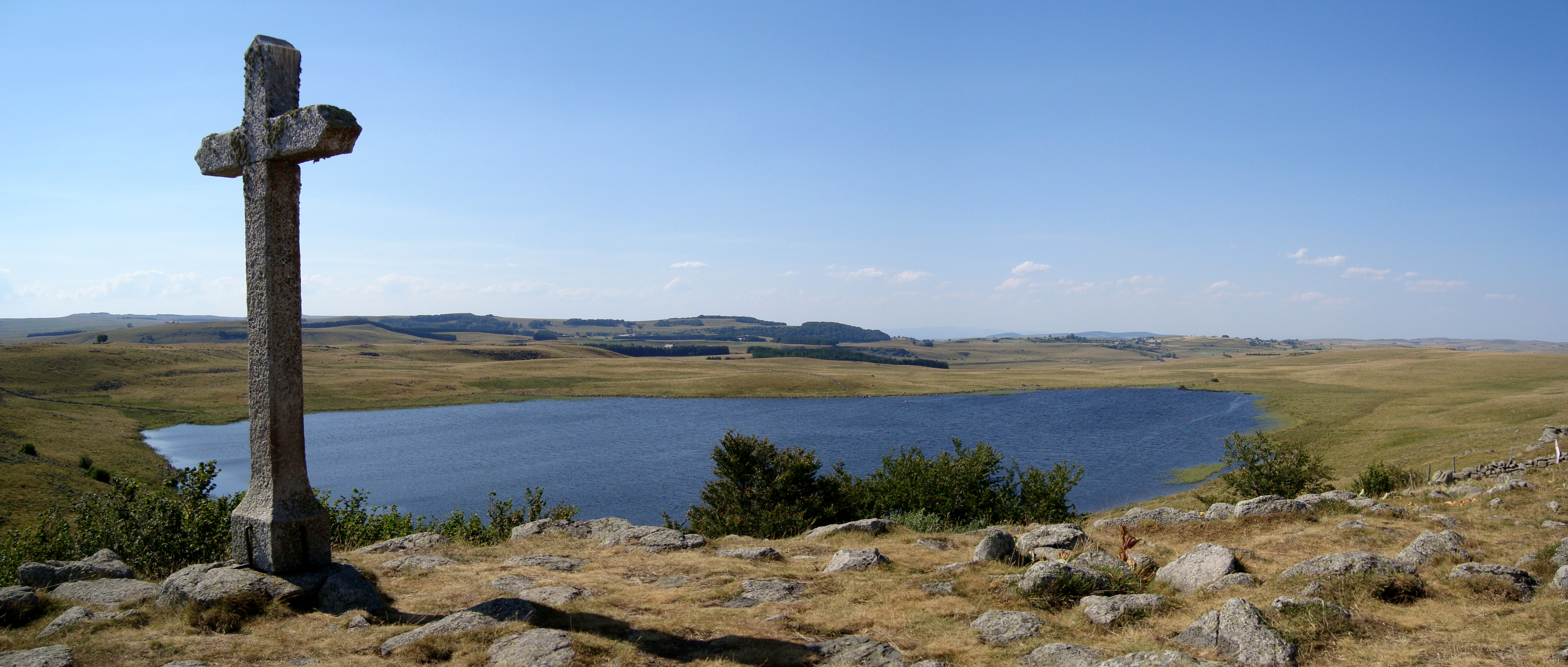
Il calvaire a strapiombo sul lago
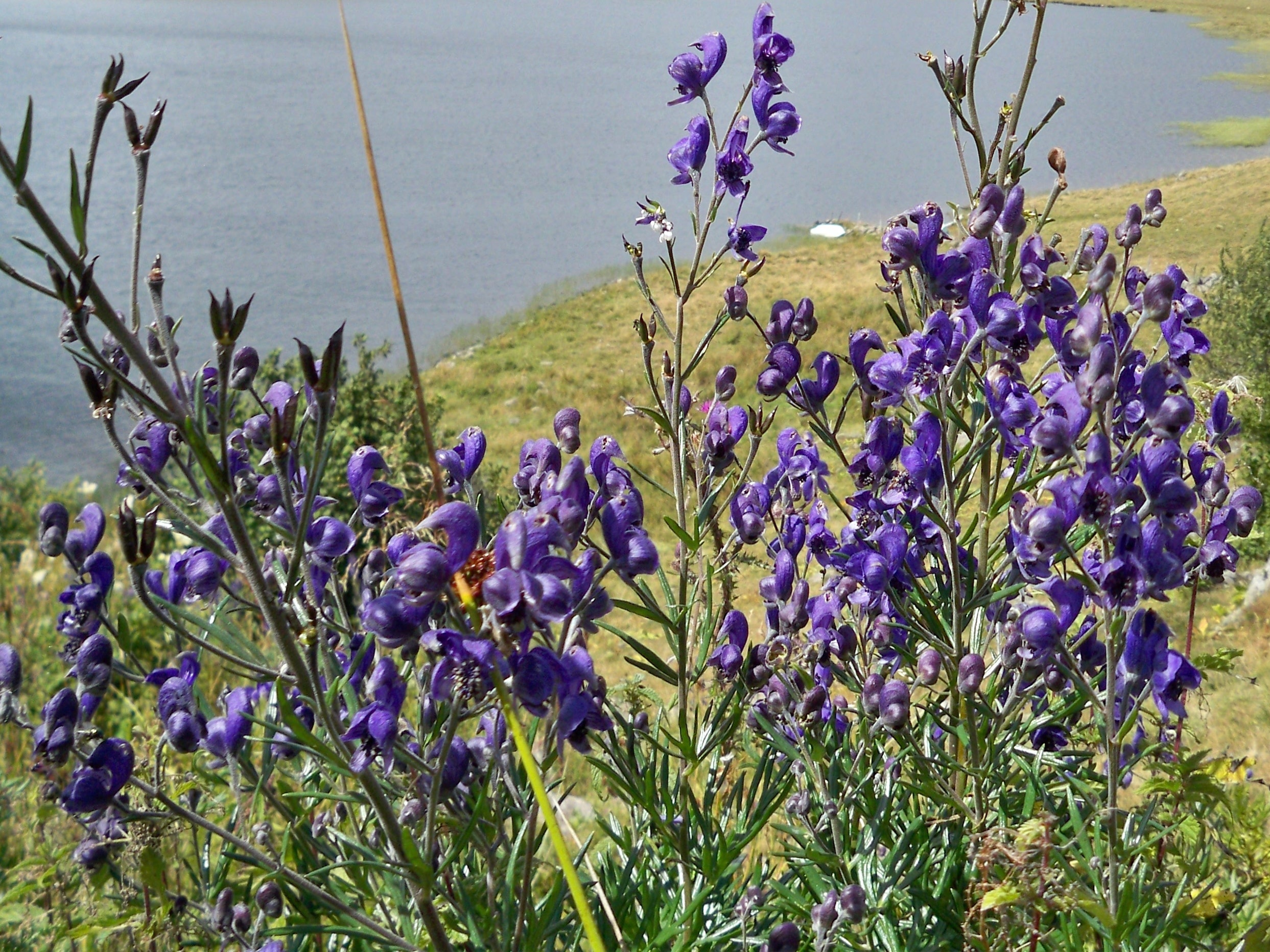
Aconito napello presso il lago
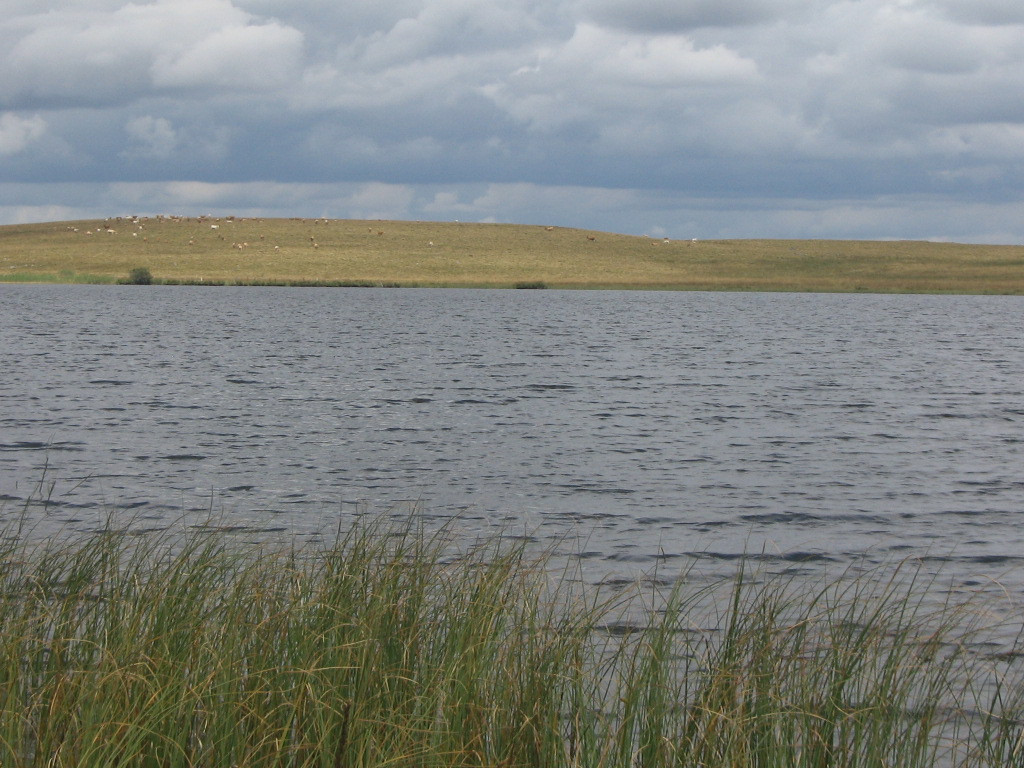
Aspetto melanconico del lago in un giorno con il cielo coperto.
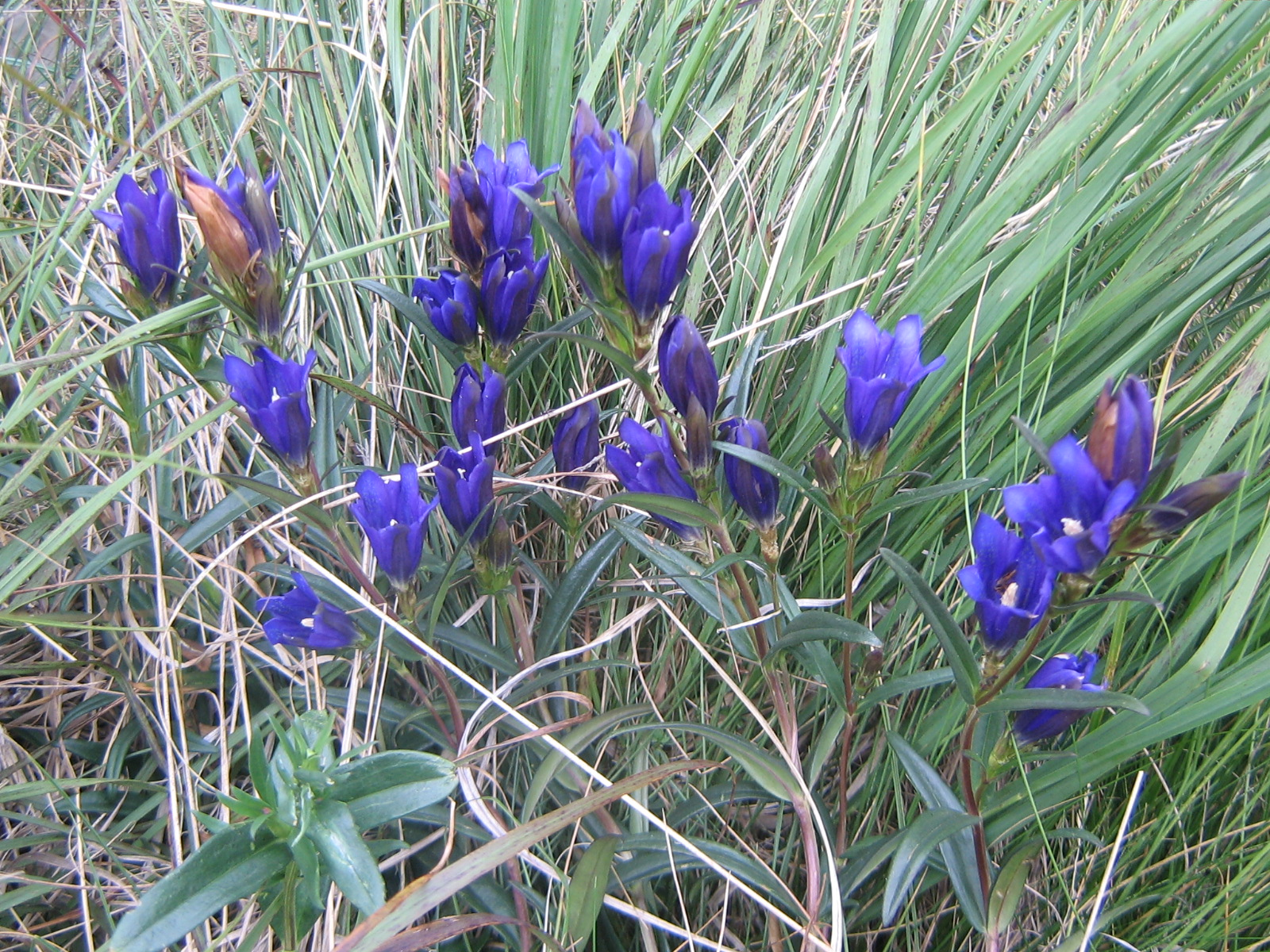
Genziane mettimborsa sulle rive del lago.